# Jurassic Park (singolo)
Jurassic Park è un singolo di "Weird Al" Yankovic estratto dall'album Alapalooza ed è la parodia della canzone MacArthur Park di Richard Harris.

## Significato
La canzone è una satira dell'omonimo film.

## Tracce
1. Jurassic Park – 3:53
2. Frank's 2000" TV – 4:04

## Il video
Il video è stato fatto tramite la tecnica dello "stop motion" e mostra la versione animata di Weird Al che cerca di sfuggire ad alcuni dinosauri, ma in una scena viene mangiato da un T-Rex (dopo essere stato mangiato scopre che nello stomaco del dinosauro c'è un negozio di souvenir).
Alla fine Yankovic si salva fuggendo da un aereo, ma viene mangiato lo stesso.